# 炎の二人
『炎の二人』（ヒンディー語・原題: फायर, 英題: Fire）は、1996年製作のインド・カナダ合作映画。
インド初のレズビアン映画であり、ディーパ・メータ監督の「Fire、Earth、Water」三部作の1作目でもある。日本では、1999年7月17日・7月19日に第8回東京国際レズビアン&ゲイ映画祭にて上映された。

## キャスト
- ラーダー - シャバーナー・アーズミー
- シーター - ナンディター・ダース
- アショーク - クルブーシャン・カルバンダー